# Voločysk
Voločysk (ukrajinsky Волочиськ; rusky Волочиск – Voločisk; polsky Wołoczyska) je město v Chmelnycké oblasti na Ukrajině. Leží na levém břehu Zbruče u hranice s Ternopilskou oblastí, zhruba 58 kilometrů východně od Chmelnyckého, hlavního města Chmelnycké oblasti. V roce 2012 žilo ve Voločysku přes devatenáct tisíc obyvatel.

## Dějiny
První písemná zmínka o Voločysku je z roku 1463, kdy byla oblast součástí Polsko-litevské unie.
Na železnici je město připojeno od roku 1871, kdy u něj byla hranice mezi ruským impériem a rakousko-uherskou Haličí. Po konci první světové války se Voločysk stal součástí Sovětského svazu a ležel u hranice s druhou polskou republikou.
Za druhé světové války byl Voločysk od července 1941 do 17. března 1944 obsazen německou armádou.